# Elecciones municipales de 2011 en Málaga
Las elecciones municipales de 2011 se celebraron en Málaga el domingo 22 de mayo, de acuerdo con el Real Decreto de convocatoria de elecciones locales en España dispuesto el 28 de marzo de 2011 y publicado en el Boletín Oficial del Estado el día 29 de marzo. Se eligieron los 31 concejales del pleno del Ayuntamiento de Málaga mediante un sistema proporcional (método d'Hondt) con listas cerradas y un umbral electoral del 5 %.

## Resultados
La candidatura del Partido Popular (PP), encabezada por el alcalde Francisco de la Torre obtuvo una mayoría absoluta de concejales (19), frente a los 9 obtenidos por la candidatura del Partido Socialista Obrero Español (PSOE) encabezada por María Gámez, y los 3 concejales de la candidatura de Izquierda Unida Los Verdes-Convocatoria por Andalucía (IULV-CA), encabezada por Pedro Moreno. Los resultados completos se detallan a continuación: Respecto a las elecciones de 2007, el PP obtuvo 2 concejales más, el PSOE perdió 3 e IULV-CA ganó un concejal.
| Candidatura                                           | Candidatura                                                     | Votos   | %                               | Concejales                      |
| ----------------------------------------------------- | --------------------------------------------------------------- | ------- | ------------------------------- | ------------------------------- |
|                                                       | Partido Popular (PP)                                            | 123 655 | 53,46                           | 19                              |
|                                                       | Partido Socialista Obrero Español de Andalucía (PSOE-A)         | 57 245  | 24,75                           | 9                               |
|                                                       | Izquierda Unida Los Verdes-Convocatoria por Andalucía (IULV-CA) | 25 354  | 10,96                           | 3                               |
| Unión Progreso y Democracia (UPyD)                    | Unión Progreso y Democracia (UPyD)                              | 8099    | 3,50                            | 0                               |
| Los Verdes-Andalucía Ecológica                        | Los Verdes-Andalucía Ecológica                                  | 3197    | 1,38                            | 0                               |
| Compromiso Verde por Málaga-Espacio Plural Andaluz    | Compromiso Verde por Málaga-Espacio Plural Andaluz              | 1514    | 0,65                            | 0                               |
| Ciudadanos en Blanco                                  | Ciudadanos en Blanco                                            | 1431    | 0,62                            | 0                               |
| Partido Antitaurino Contra el Maltrato Animal (PACMA) | Partido Antitaurino Contra el Maltrato Animal (PACMA)           | 1098    | 0,47                            | 0                               |
| Ciudadanos-Partido de la Ciudadanía (Cs)              | Ciudadanos-Partido de la Ciudadanía (Cs)                        | 722     | 0,31                            | 0                               |
| Partido Pirata (Pirata)                               | Partido Pirata (Pirata)                                         | 718     | 0,31                            | 0                               |
| Partido de los Pensionistas en Acción (PDLPEA)        | Partido de los Pensionistas en Acción (PDLPEA)                  | 534     | 0,23                            | 0                               |
| Democracia Participativa                              | Democracia Participativa                                        | 533     | 0,23                            | 0                               |
| Partido Comunista de los Pueblos de España (PCPE)     | Partido Comunista de los Pueblos de España (PCPE)               | 428     | 0,19                            | 0                               |
| Alianza Nacional (AN)                                 | Alianza Nacional (AN)                                           | 375     | 0,16                            | 0                               |
| Falange Española de las JONS (FE de las JONS)         | Falange Española de las JONS (FE de las JONS)                   | 301     | 0,13                            | 0                               |
| Partido Humanista (PH)                                | Partido Humanista (PH)                                          | 279     | 0,12                            | 0                               |
| Solidaridad y Autogestión Internacionalista (SAIn)    | Solidaridad y Autogestión Internacionalista (SAIn)              | 260     | 0,11                            | 0                               |
| Unificación Comunista de España (UCE)                 | Unificación Comunista de España (UCE)                           | 102     | 0,04                            | 0                               |
| Votos en blanco                                       | Votos en blanco                                                 | 5443    | 2,35                            | n/a                             |
| Votos válidos                                         | Votos válidos                                                   | 231 288 | 100,00                          | 31                              |
| Votos nulos                                           | Votos nulos                                                     | 2569    | Participación: \| \| 55.59 % \| | Participación: \| \| 55.59 % \| |
| Votantes                                              | Votantes                                                        | 233 857 | Participación: \| \| 55.59 % \| | Participación: \| \| 55.59 % \| |
| Electores                                             | Electores                                                       | 420 672 | Participación: \| \| 55.59 % \| | Participación: \| \| 55.59 % \| |
|                                                       | 55.59 %                                                         |         |                                 |                                 |

## Concejales electos
Relación de concejales electos:
| N.º | Nombre                                | Lista | Lista   |
| --- | ------------------------------------- | ----- | ------- |
| 1   | Francisco de la Torre Prados          |       | PP      |
| 2   | Elías Bendodo Benasayag               |       | PP      |
| 3   | María Gámez Gámez                     |       | PSOE-A  |
| 4   | Carolina España Reina                 |       | PP      |
| 5   | Ana María Navarro Luna                |       | PP      |
| 6   | Carlos Hernández Pezzi                |       | PSOE-A  |
| 7   | Pedro Moreno Brenes                   |       | IULV-CA |
| 8   | Damián Caneda Morales                 |       | PP      |
| 9   | María del Mar Martín Rojo             |       | PP      |
| 10  | Ana Isabel Cerezo Domínguez           |       | PSOE-A  |
| 11  | Julio Andrade Ruiz                    |       | PP      |
| 12  | María Teresa Porras Teruel            |       | PP      |
| 13  | José Sánchez Maldonado                |       | PSOE-A  |
| 14  | María Victoria Romero Pérez           |       | PP      |
| 15  | María Antonia Morillas González       |       | IULV-CA |
| 16  | Raúl López Maldonado                  |       | PP      |
| 17  | Francisco Javier Pomares Fuertes      |       | PP      |
| 18  | María Francisca Montiel Torres        |       | PSOE-A  |
| 19  | María del Mar Torres Casado de Amezúa |       | PP      |
| 20  | Francisco Javier Conejo Rueda         |       | PSOE-A  |
| 21  | Mario Cortés Carballo                 |       | PP      |
| 22  | Elisa Pérez de Siles Calvo            |       | PP      |
| 23  | Eduardo Esteban Zorrilla Díaz         |       | IULV-CA |
| 24  | Carlos Conde O’Donnell                |       | PP      |
| 25  | Cristina Guerrero Moreno              |       | PSOE-A  |
| 26  | Víctor Manuel González García         |       | PP      |
| 27  | Luis Verde Godoy                      |       | PP      |
| 28  | Manuel Hurtado Quero                  |       | PSOE-A  |
| 29  | Carmen Casero Navarro                 |       | PP      |
| 30  | Gemma del Corral Parra                |       | PP      |
| 31  | María Begoña Medina Sánchez           |       | PSOE-A  |

## Investidura del alcalde
En la sesión constitutiva de la nueva corporación celebrada el 11 de junio de 2011, Francisco de la Torre Prados (candidato del PP) fue investido alcalde de Málaga con una mayoría absoluta de votos de concejales del pleno (19), frente a los 9 votos de María Gámez (PSOE), y los 3 votos recibidos por Pedro Moreno Brenes (IULV-CA).